# 4727 Ravel
A 4727 Ravel (ideiglenes jelöléssel 1979 UD1) a Naprendszer kisbolygóövében található aszteroida. Freimut Börngen fedezte fel 1979. október 24-én.